# ASKÖ Linz-Steg
ASKÖ Steelvolleys Linz/Steg est un club autrichien de volley-ball fondé en 1972 et basé à Linz, évoluant pour la saison 2020-2021 en 1. Bundesliga Damen.

## Palmarès
- Championnat d'Autriche[4]
  - Vainqueur : 2019[5]
  - Finaliste : 2006, 2010, 2011, 2012, 2013, 2014, 2017[6]
- Coupe d'Autriche[4]
  - Vainqueur : 2008, 2009, 2011, 2019[7]2020[8]

## Historique des logos

Logo de l'ASKÖ Linz-Steg
Logo de la Steelvolleys Linz/Steg